# Team Arkéa-Samsic/Saison 2019
Diese Liste beschreibt die Mannschaft und die Erfolge des Radsportteams Arkéa-Samsic in der Saison 2019.

## Erfolge in der UCI Africa Tour
In den Rennen der Saison 2019 der UCI Africa Tour gelangen die nachstehenden Erfolge.
| Datum      | Rennen                              | Kat. | Sieger        |
| ---------- | ----------------------------------- | ---- | ------------- |
| 26. Januar | 6. Etappe La Tropicale Amissa Bongo | 2.1  | André Greipel |

## Erfolge in der UCI Europe Tour
In den Rennen der Saison 2019 der UCI Europe Tour gelangen die nachstehenden Erfolge.
| Datum       | Rennen                              | Kat. | Sieger        |
| ----------- | ----------------------------------- | ---- | ------------- |
| 12. Mai     | 3. Etappe Vuelta a Madrid           | 2.1  | Maxime Daniel |
| 10.–12. Mai | Gesamtwertung Vuelta a Madrid       | 2.1  | Clement Russo |
| 20. Juni    | 1. Etappe Tour de Savoie Mont-Blanc | 2.2  | Romain Hardy  |

## Erfolge bei den Nationalen Straßen-Radsportmeisterschaften
In den Rennen zu den Nationalen Straßen-Radsportmeisterschaften 2019 gelangen die nachstehenden Erfolge.
| Datum      | Rennen                                              | Fahrer             |
| ---------- | --------------------------------------------------- | ------------------ |
| 30. Juni   | Französische Meisterschaft – Straßenrennen          | Warren Barguil     |
| 24. August | Französische Meisterschaft – Einzelzeitfahren (U23) | Thibault Guernalec |

## Mannschaft
| Teamkader 2019                            | Teamkader 2019     | Teamkader 2019         | Teamkader 2019                         |
| Name                                      | Geburtsdatum       | Land                   | Vorheriges Team                        |
| ----------------------------------------- | ------------------ | ---------------------- | -------------------------------------- |
| Warren Barguil                            | 28. Oktober 1991   | Frankreich             | Team Sunweb (2017)                     |
| Franck Bonnamour                          | 20. Juni 1995      | Frankreich             | BIC 2000 (2015)                        |
| Maxime Bouet                              | 3. November 1986   | Frankreich             | Etixx-Quick Step (2016)                |
| Maxime Daniel                             | 5. Juni 1991       | Frankreich             | AG2R La Mondiale (2016)                |
| Anthony Delaplace                         | 11. September 1989 | Frankreich             | Sojasun (2013)                         |
| Brice Feillu                              | 26. Juli 1985      | Frankreich             | Sojasun (2013)                         |
| Élie Gesbert                              | 1. Juli 1995       | Frankreich             | VC Pays de Loudéac (2016)              |
| André Greipel                             | 16. Juli 1982      | Deutschland            | Lotto-Soudal (2018)                    |
| Thibault Guernalec                        | 31. Juli 1997      | Frankreich             | Pays de Dinan (2018)                   |
| Romain Hardy                              | 24. August 1988    | Frankreich             | Cofidis, Solutions Crédits (2016)      |
| Benoît Jarrier                            | 1. Februar 1989    | Frankreich             | Véranda Rideau-Super U (2012)          |
| Romain Le Roux                            | 3. Juli 1992       | Frankreich             | Armée de terre (2017)                  |
| Kévin Ledanois                            | 13. Juli 1993      | Frankreich             | CC Nogent-sur-Oise (2014)              |
| Jérémy Maison                             | 21. Juli 1993      | Frankreich             | FDJ (2017)                             |
| Amaël Moinard                             | 2. Februar 1982    | Frankreich             | BMC Racing Team (2017)                 |
| Laurent Pichon                            | 19. Juli 1986      | Frankreich             | FDJ (2016)                             |
| Alan Riou                                 | 2. April 1997      | Frankreich             | Pays de Dinan (2018)                   |
| Clément Russo                             | 20. Januar 1995    | Frankreich             | Probikeshop Saint-Étienne Loire (2017) |
| Florian Vachon                            | 2. Januar 1985     | Frankreich             | Roubaix Lille Métropole (2009)         |
| Robert Wagner                             | 17. April 1983     | Deutschland            | LottoNL-Jumbo (2018)                   |
| Bram Welten                               | 29. März 1997      | Niederlande            | BMC Development (2017)                 |
| Connor Swift (10. Mai–31. Dez.)           | 30. Oktober 1995   | Vereinigtes Königreich | Madison Genesis (2018)                 |
|                                           |                    |                        |                                        |
| Quellen: ProCyclingStats Cycling Quotient |                    |                        |                                        |